# Pârâul Țigăncilor
Pârâul Țigăncilor sau Pârâul Țigăncii este un curs de apă, afluent al râului Siret. 